# Terminal de Ómnibus de Santiago del Estero
La Terminal de Ómnibus de Santiago del Estero es la estación de autobuses de la ciudad de Santiago del Estero, en el noroeste de Argentina. Diseñada por el estudio de arquitectura MSGSSS, se inauguró en 2008 y se destaca por su diseño y su tamaño, con 35 plataformas para servicios nacionales, provinciales y combis.
La obra incluyó un viaducto elevado de acceso, que conecta la terminal directamente con la avenida costanera Nuñez de Prado, y un parque público llamado Paseo de la Terminal, construido en los terrenos liberados para el trazado del viaducto.

## Historia
La anterior Terminal de Ómnibus de Santiago funcionaba en la esquina de la avenida Pedro León Gallo y Granadero Saavedra, en un edificio construido en los años '50 que era obsoleto y demasiado pequeño.
En 2006, el Secretario de Planeamiento de la Provincia de Santiago del Estero anunció la entrega de la obra a la constructora Riva S.A., que comenzó los trabajos en y avanzó a ritmo constante durante el siguiente año. Al mismo tiempo, se construyó el viaducto de hormigón armado sobre las vías clausuradas del Ferrocarril Mitre que serviría para la entrada de ómnibus a la terminal, y se nivelaron las calles de la zona para mejorar el tránsito futuro.
La nueva terminal de ómnibus tuvo un monto de obra de $ 53 378 000 y fue inaugurada el 26 de noviembre de 2008, mientras el Gobierno Provincial comenzaba las obras de restauración histórica de la antigua estación ferroviaria, ya sin posibilidad de rehabilitarse debido al levantamiento de las vías para la construcción del nuevo viaducto. La vieja estación de trenes pasaría a transformarse posteriormente en el nuevo Centro de Convenciones.
En marzo de 2010, comenzó la construcción del Paseo de la Terminal, transformando los costados del viaducto de acceso en un parque público lineal, con juegos infantiles, forestación y espacios de recreación. Fue inaugurado en agosto de ese año.

## Arquitectura
La oportunidad de proyecto dada por la conjunción del viaducto elevado y la estación terminal fue la base de la idea central de la propuesta urbano-arquitectónica. La estación aparece como una terminación de este ingreso elevado en una forma sintética que surge del movimiento mismo de los ómnibus. La rotonda ovalada que se genera da lugar a un edificio de gran impacto visual que significará un hito dentro de la ciudad, que la representará entre otras ciudades. 
Las estaciones terminales generan a su alrededor áreas afectadas por las operaciones y servicios que allí se dan; a diferencia de esta aproximación se propuso un edificio que, más allá del servicio que provee, sea un edificio netamente “urbano” y significativo dentro de la trama de la ciudad. Tal vez nos podamos referir a lo que significaron los edificios del Automóvil Club Argentino dentro de cada ciudad. La imagen arquitectónica es perdurable, alejada de los modos pasatistas del momento, entroncada con la historia de la arquitectura argentina, sólida, con clara definición entre interior y exterior. 
En los laterales del edificio se generaron paseos urbanos parquizados para toda la comunidad; paradas de taxis y estacionamientos se integran en estas áreas. La inflexión del eje longitudinal con respecto a la trama urbana, intenta enfatizar el carácter de proa hacia la esquina más activa del movimiento urbano.
Sobre la plataforma emerge un techo liviano, formal y técnicamente, como una gran sombrilla de embarque y desembarque. La funcionalidad del edificio está dada por un claro sistema circulatorio de ómnibus y pasajeros. Los pasajeros que ingresan se enfrentan directamente con las escaleras mecánicas y el hall de doble altura o se dirigen a los dos flancos de boleterías, cuyo desarrollo y espacio frontal permite la formación ordenada de colas, a la manera de un aeropuerto.
Comercios, bares y servicios abastecen y acompañan a los que esperan el momento de partida que anuncian las pantallas. En ese momento pueden optar por utilizar los ascensores, la rampa peatonal y las mecánicas de acuerdo a sus necesidades. Un camino perimetral interno recorre el edificio y está destinado exclusivamente al movimiento de boleterías, personal y encomiendas desde y hasta el núcleo vertical hacia el nivel superior. Esta circulación está vedada al público.
La planta baja adquiere una espacialidad singular en las doble alturas que conectan con la planta alta y que permiten visualizar la cubierta superior desde abajo, conectando verticalmente las dos plantas. Un lucernario central longitudinal permite invadir con luz el corazón del edificio; en una de estas áreas se realizó un jardín de palmeras y otras plantas, lugar de descanso y tranquilidad dentro del ajetreo de la estación.
Al llegar a la planta alta se tiene un panorama transparente de 360°, visualizándose todos los andenes; allí también se encuentran áreas de espera inmediatas de acuerdo a la puerta que deba abordar el pasajero. Una cabina sobreelevada ubicada en el extremo sur es el centro de operaciones de la terminal.

### Terminaciones y materiales
La relación entre la imagen y la tecnología ha sido otra preocupación central del proyecto. En la búsqueda de una imagen contemporánea se ha dialogado con una materialidad compatible y adecuada para un edificio público, de usos intensos y de fácil mantenimiento.
En su exterior se realizó un muro de hormigón visto pintado, cuidadosamente modulado entre paños ciegos y carpinterías de aluminio. Sobre el ingreso emerge una amplia marquesina que da protección al apeadero de llegada y salida de taxis y coches; muy iluminada de material brillante. En el hall de planta baja se colocaron pisos de granito pulido in situ, columnas de hormigón visto, zócalo de acero inoxidable y caño perimetral para protección de golpes, cielorrasos continuos tensados, con tratamiento de absorción acústica y artefactos de iluminación que incluyen los difusores de aire acondicionado.
Las líneas continuas de iluminación señalan los huecos centrales, las líneas de boleterías y el acceso; las cabinas de doble línea son de puertas automáticas para el ingreso. Para los frentes de boleterías se pusieron muebles tipo chef-in de aeropuertos; detrás, las oficinas de trabajo para cada empresa, se dividieron con tabiques livianos.
Los ascensores panorámicos permiten tener visuales sobre los halles y jardines. La rampa, de solado antideslizante y pendiente del 10% permite el movimiento de carritos y también de coches para niños y bicicletas.
En la planta alta, una carpintería perimetral de aluminio y vidrios laminados cierra el total del área. Seis cajas de doble puerta de accionamiento automático comunican con las dársenas.
Los pisos interiores y exteriores son continuos tipo terrazo con incorporación de color.

### Identidad gráfica
La gráfica propuesta para identidad de la terminal está ligada a la idea de trabajar con el concepto de centro y de flujo. Al ser Santiago del Estero la Madre de las Ciudades, la más antigua de la Argentina, se propone una figura radial, central. Las curvas trasversales refieren al movimiento.
A partir de esta gráfica y de la paleta de colores seleccionada, se generó toda la identidad visual, desde el tótem iluminado que indica desde lejos la presencia de la terminal hasta las señales internas y aun la papelería.

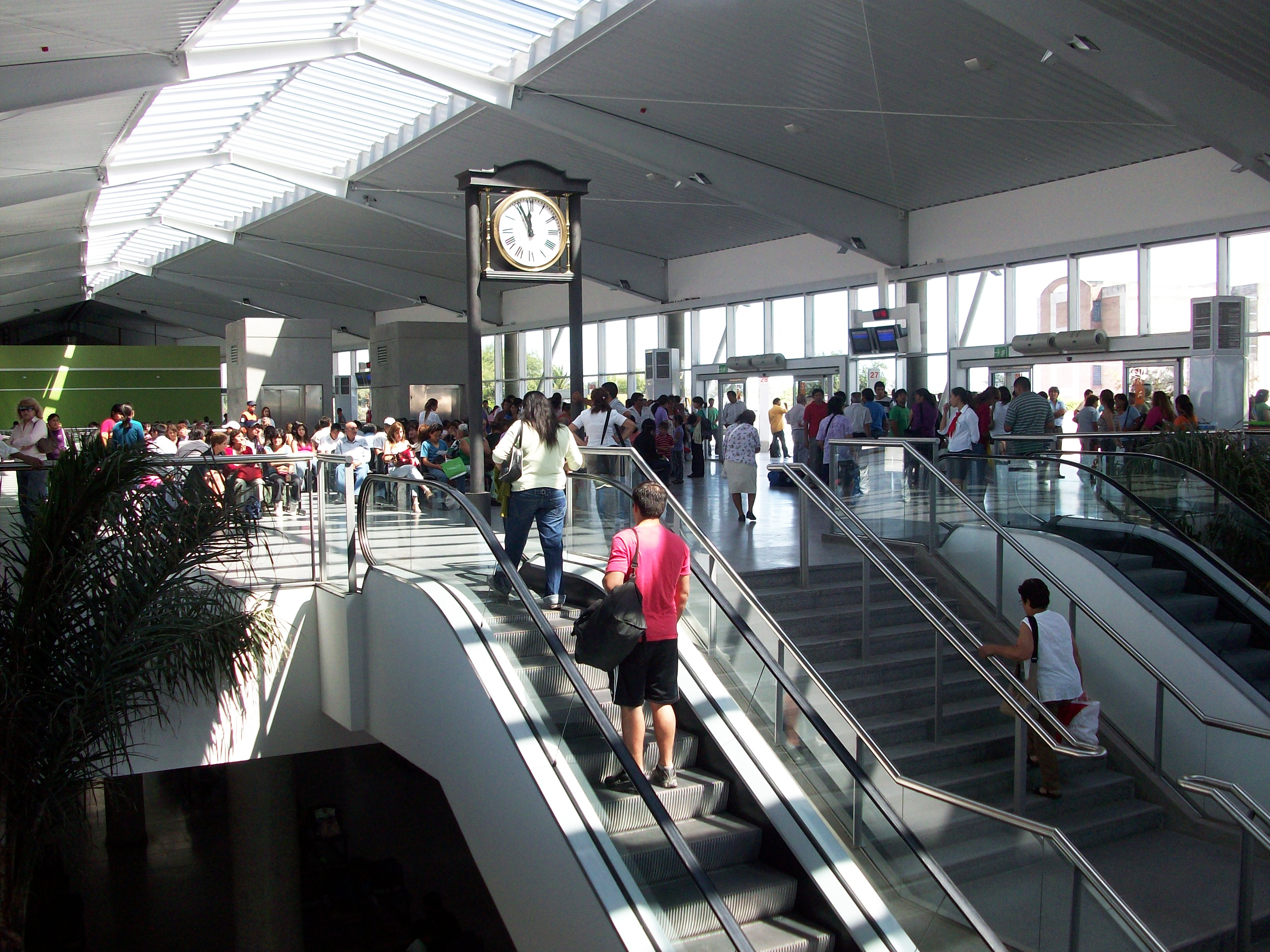
Preembarque en planta alta
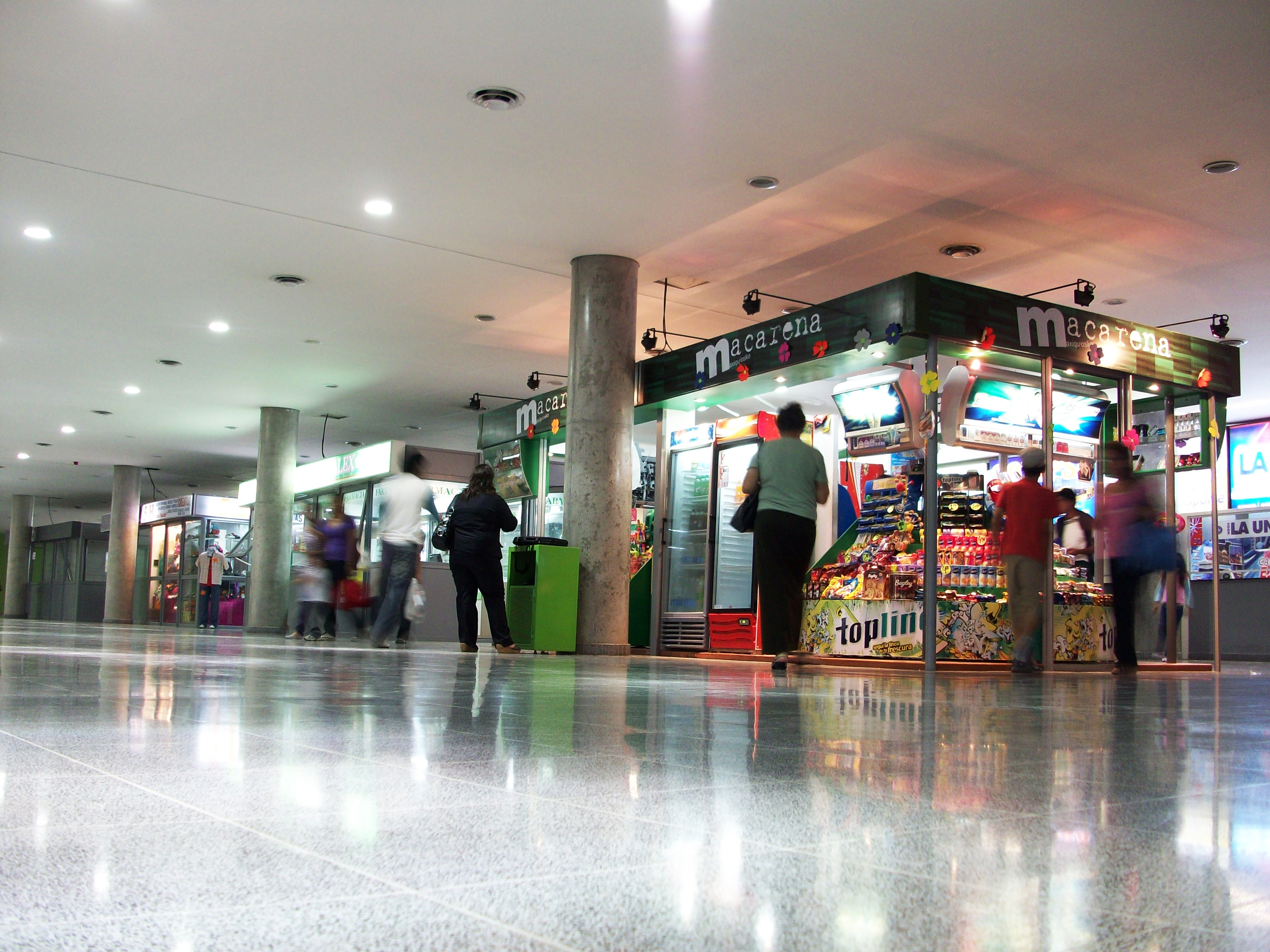
Locales comerciales y boleterías
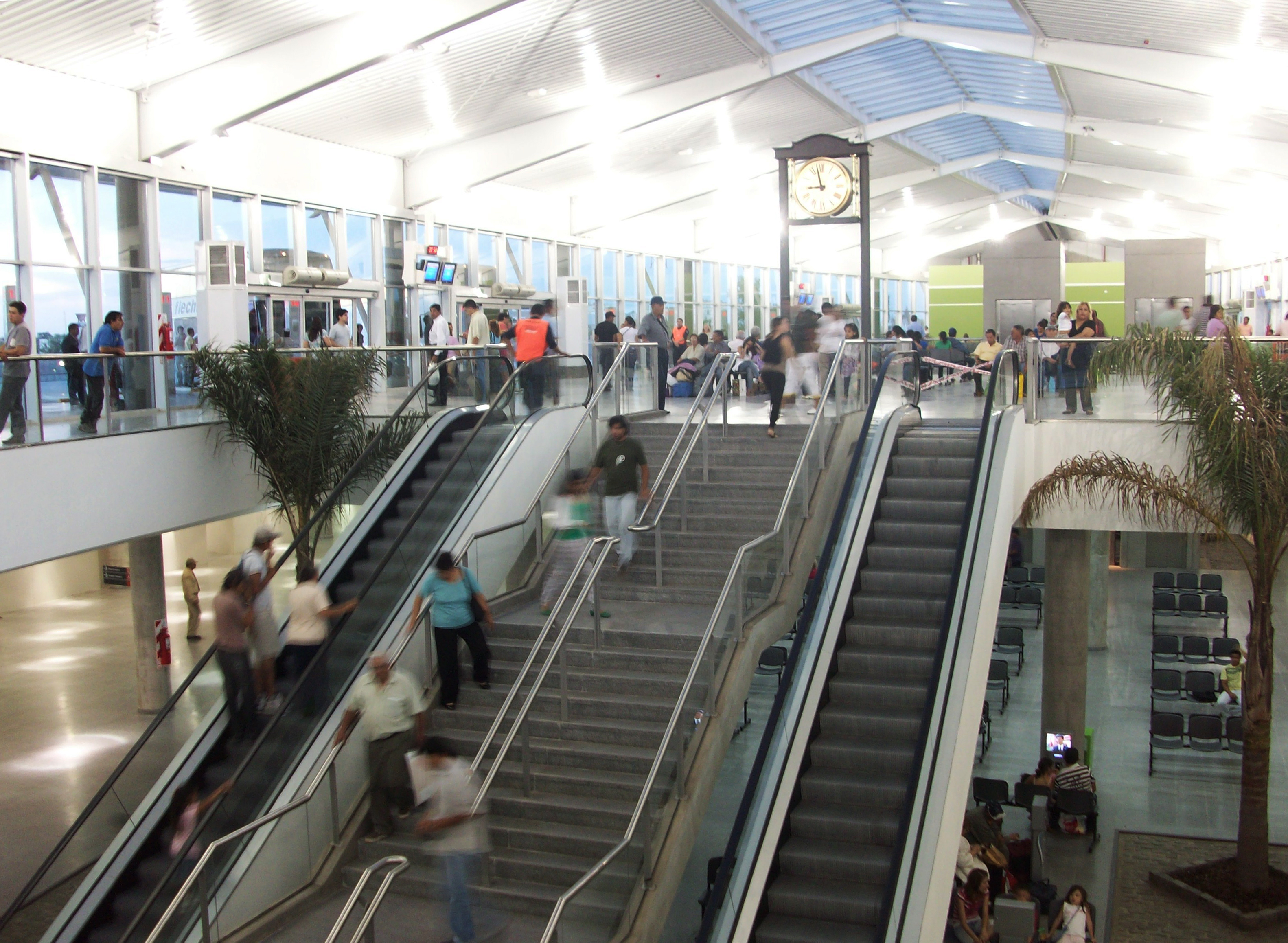
Vista de planta baja y preembarque
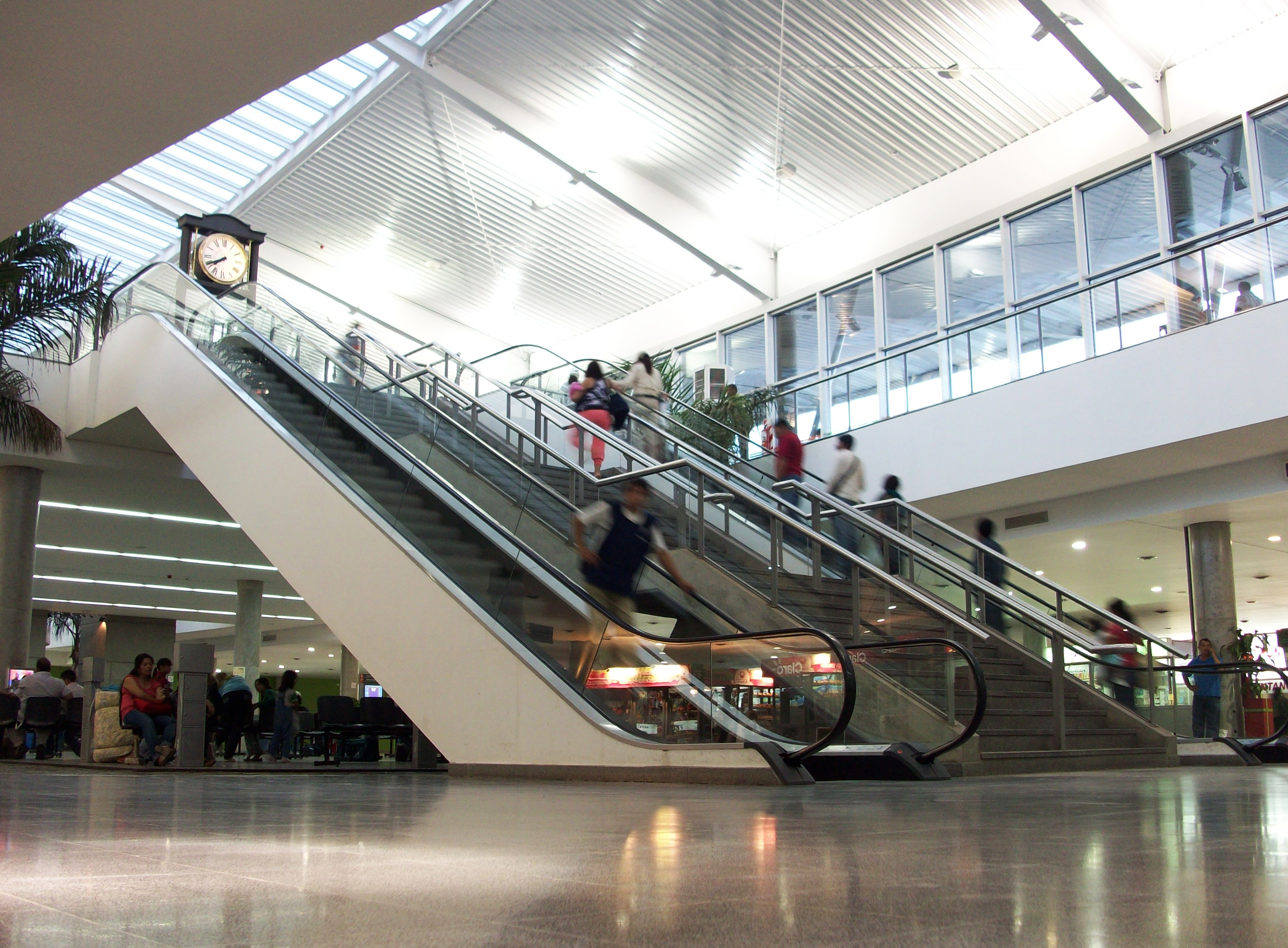
Escaleras
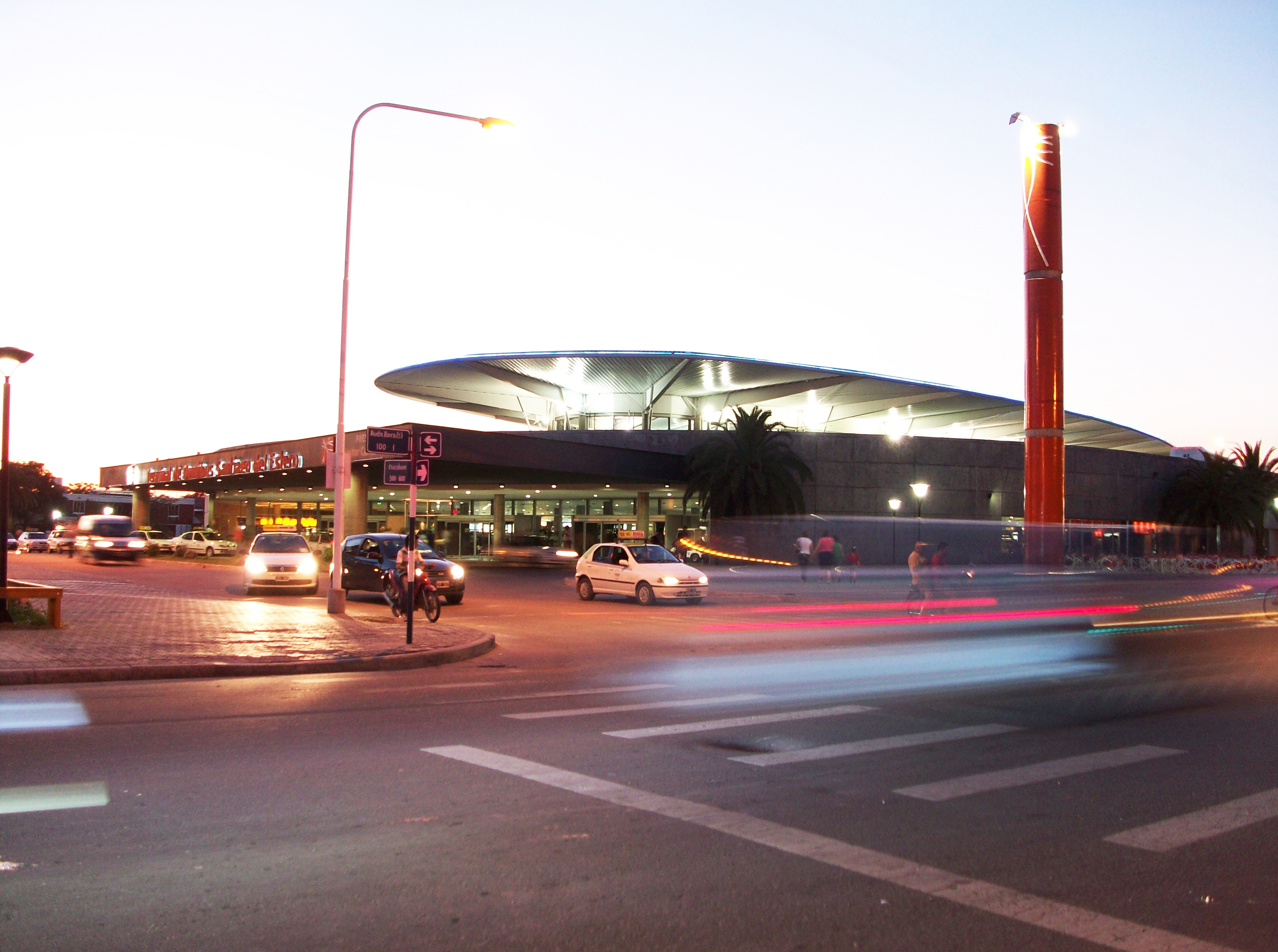
Terminal de Ómnibus al atardecer, desde la esquina de avenida Roca y Chacabuco
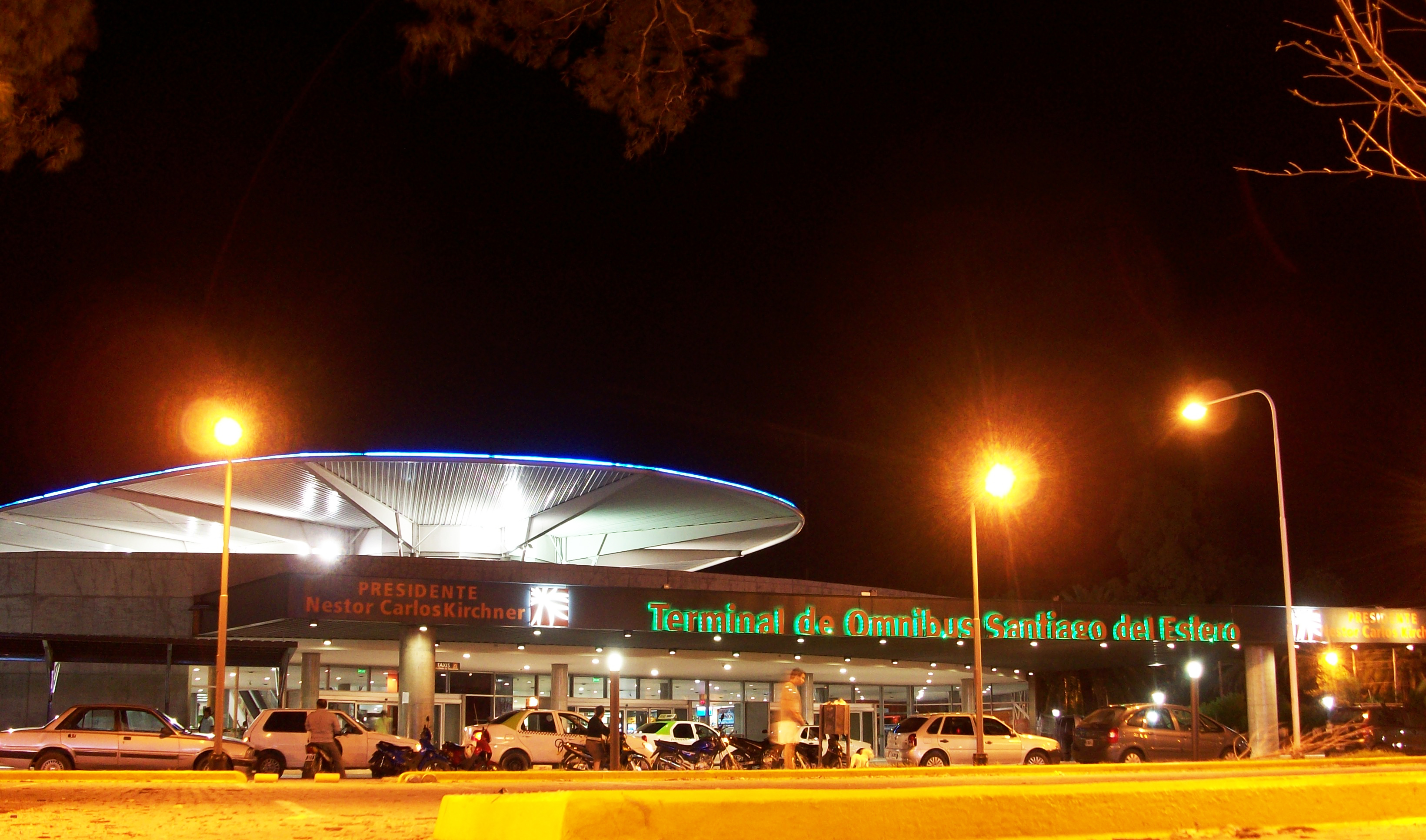
Marquesina al ingreso del edificio durante la noche

## Memoria descriptiva del viaducto

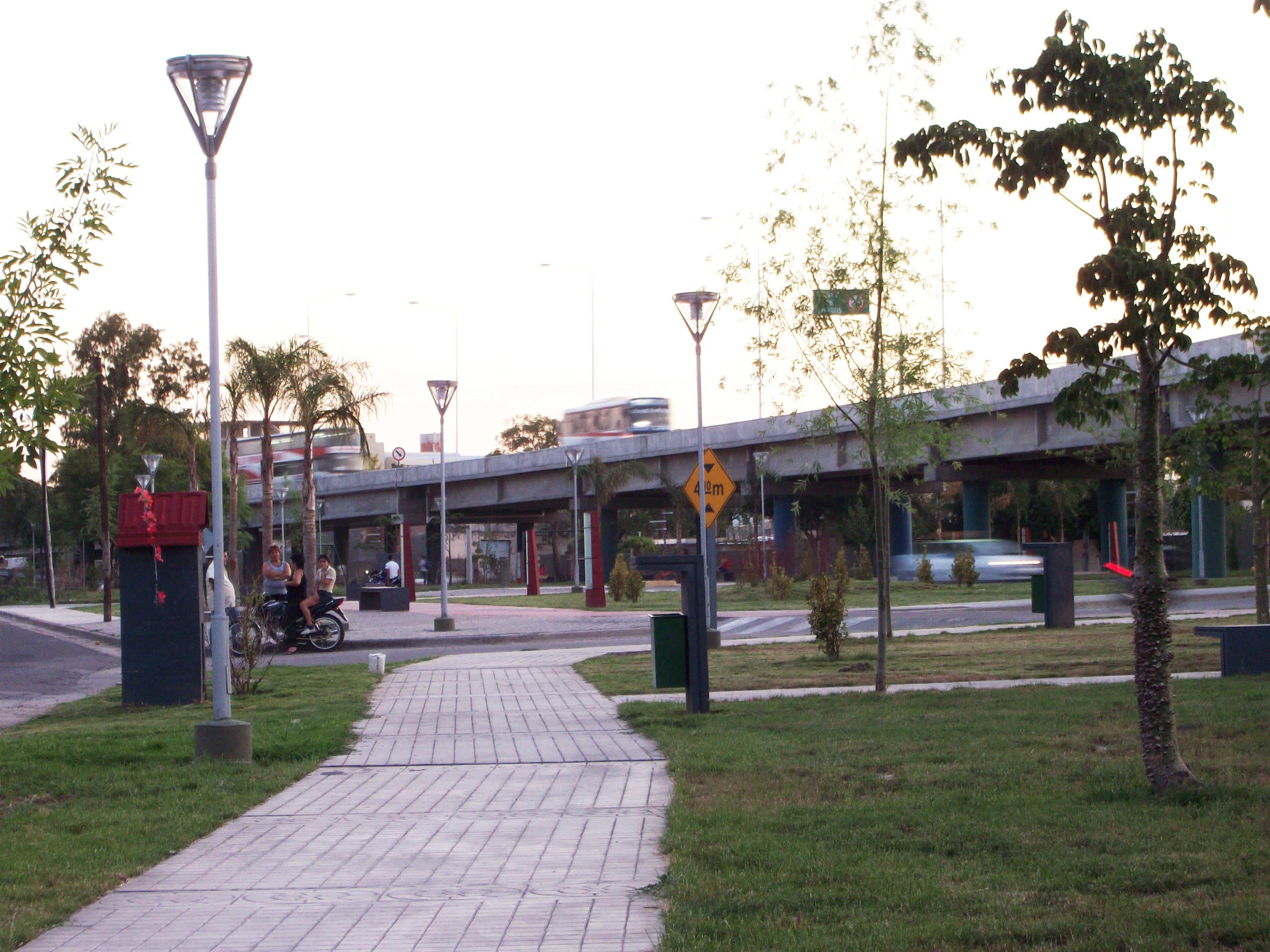
Viaducto y paseo

A efectos de ordenar y facilitar el acceso de los vehículos de transporte de pasajeros a la Estación Terminal de Ómnibus, el proyecto ha previsto un viaducto para uso exclusivo de estos servicios.
Este viaducto comienza en coincidencia con la Av. Costanera y concluye en la planta alta del edificio de la Terminal de Ómnibus, donde se realizará el ascenso y descenso de pasajeros. Este último nivel se encuentra ubicado por encima del nivel medio de la urbanización. De este modo, el ingreso y egreso de los grandes buses de larga distancia, se realizará en forma independiente de las múltiples unidades de transporte urbano; permitiendo de este modo, la llegada de los pasajeros a la terminal y viceversa, sin conflicto alguno entre los distintos modos de transporte que interactúan en la Terminal (el estrictamente urbano y el suburbano o interurbano).
A esos efectos, la vinculación en el punto de arranque en la Avda. Costanera se efectúa a diferente nivel mediante un intercomunicador vial del tipo “trompeta” en el cual ya se han previsto las obras para contemplar una futura ampliación de la Av. Costanera a doble calzada de dos carriles de circulación cada una. El ingreso a este intercomunicador será exclusivo para los vehículos de transporte público de pasajeros, lo cual será debidamente advertido en forma previa mediante adecuada señalización vertical.

### Trazado
El trazado, sigue el alineamiento de las antiguas vías del ferrocarril cuyo destino era la vieja estación de trenes del FFCC Mitre. El gálibo en altura utilizado para estas obras ha sido de 4,10 m para el radio urbano; en cambio, para el caso del puente del intercomunicador con Av. Costanera, se ha previsto una altura libre de 5,10 m.
Cruzan al viaducto las calles Defensa, avenida Roca, Arenales, Santa Cruz, y por último, Chaco, inmediatamente antes del ingreso al edificio de la nueva terminal. La zona bajo el viaducto quedó nivelada y tratada superficialmente de modo de otorgarle una topografía acorde con el entorno circundante.
La longitud total de recorrido es de 800 m, desde el eje de la Av. Costanera, hasta el ingreso mencionado anteriormente.

### Sección transversal
La sección transversal del viaducto, consta de dos carriles, uno para cada sentido de circulación, más una vereda lateral para casos de emergencia, con sendas barandas de seguridad. Entre ambos carriles se dispondrá, un corrugado de 0,30 m de ancho. Este corrugado, si bien separa los tránsitos, no impide un eventual sobrepaso en caso de una detención circunstancial de un vehículo.
La vereda del viaducto almacena cuatro canalizaciones por debajo de su solado a efectos de albergar en ellos los cableados para el sistema de iluminación.

### Estructura del viaducto
La estructura del viaducto ha sido resuelta en hormigón armado y pretensado, con superestructura compuesta por vigas prefabricadas pretensadas, que apoyan sobre sus respectivos dinteles. La infraestructura está constituida por dos columnas cilíndricas cuyo diámetro es de 80 cm, que a su vez apoyan sobre cabezales que descargan en un grupo de 8 pilotes, de 50 cm de diámetro cada uno. En la parte superior, las columnas están vinculadas por dinteles que reciben las vigas prefabricadas, que alcanzan los 25 metros. El tablero se completa con una losa de hormigón armado con un espesor del orden de los 15 cm.

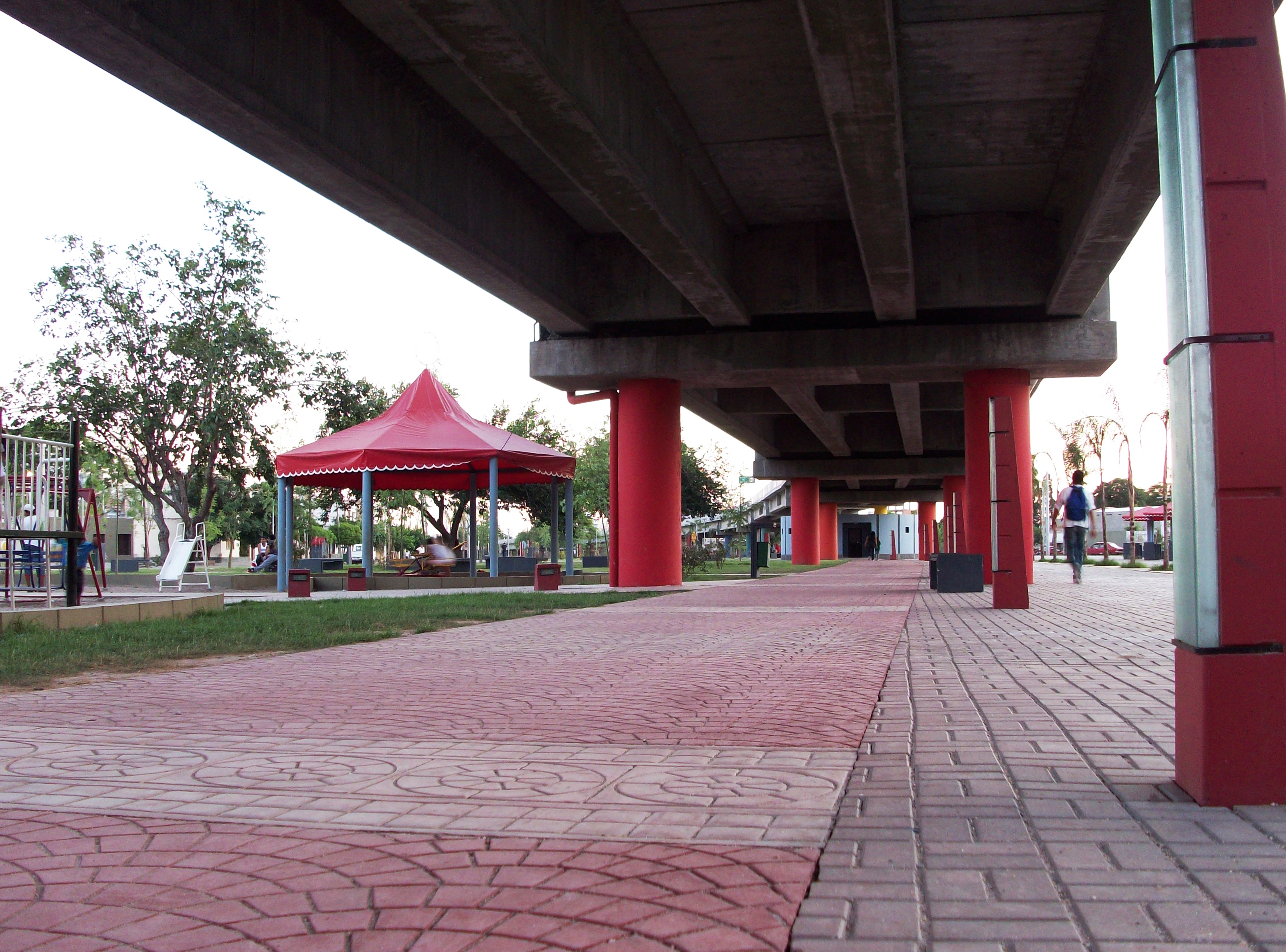
Paseo del Viaducto

### Rampa de emergencias
En casos de eventuales accidentes se ha diseñado una rampa de emergencias inmediatamente a la salida de la terminal, una vez superada la calle Chaco. Esta rampa, de corta longitud y de un ancho de 6,00 m se encuentra realizada en hormigón, con las mismas características estructurales del viaducto ya descripto más arriba.

### Iluminación
Todo el acceso está iluminado mediante columnas del tipo metálico de 12 m de altura con artefactos integrales. Las columnas de iluminación, en la parte típica del viaducto, están instaladas cada 25 m, según los requerimientos lumínicos habituales. En los cruces de calles la iluminación se realizó con la instalación de artefactos bajo el viaducto sujetos a la estructura del mismo.

### Señalización
Se instalaron dos pórticos de señalización vertical en concordancia en la Av. Costanera indicando la presencia del acceso a la terminal y estableciendo la prohibición de ingreso a vehículos.

### Instalación eléctrica
El edificio de la terminal recibe energía de media tensión y posee una subestación transformadora compuesta por dos transformadores secos de 800 KVA cada uno, los cuales alimentan un tablero general de baja tensión. Los interruptores generales de dicho tablero son del tipo masterpack de 4x1600A; cuenta además con un PLC que realiza los automatismos necesarios para la transferencia automática de la red al grupo electrógeno.
Desde el tablero general se distribuye a todo el edificio a través de bandejas portacables, con conductores de tipo subterráneo de Q de baja emisión de humos tóxicos a tableros seccionales del tipo prisma G que sectorizan el comando de la iluminación y tomacorrientes del edificio.
Posee también un mallado de puesta a tierra equipotencializado, con protección contra rayos del tipo activo como protección primaria y descargadores en los tableros seccionales como protección secundaria.
La iluminación del viaducto de acceso recibe alimentación en baja tensión de dos subestaciones aéreas provistas a tal fin por la empresa distribuidora de energía y se distribuye a lo largo del viaducto y calles involucradas por medio de cables de Q subterráneo alojado en cañeros de PVC y HºGº. Dicha iluminación está constituida por columnas metálicas de uno y dos pescantes de alturas variables de 9 y 12 m y luminarias de AºPº con lámparas de 400 w SAP y HQI.